# Essad Bey

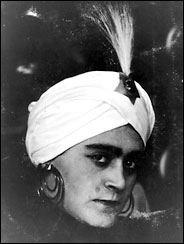
Essad Bey, 1930er Jahre

Essad Bey (eigentlich Lew Abramowitsch Nussimbaum, auch Noussimbaum russisch Лев Абрамович Нуссимбаум oder Нусенбаум; * 20. Oktober 1905 in Baku, damals Russisches Kaiserreich; † 27. August 1942 in Positano, Italien) war ein deutschsprachiger Schriftsteller russisch-jüdischer Abstammung. Seine Werke veröffentlichte er auch unter den Pseudonymen Kurban Said, Mohammed Essad-Bey, Esad Bej und Qûrbân Saîd.

## Leben
Essad Bey wurde 1905 in Baku als einziges Kind des wohlhabenden georgisch-jüdischen Öl-Industriellen Abraham Nussimbaum und seiner Ehefrau Berta Slutsky, einer russisch-jüdischen Linken, geboren. Zur Ehe seines Vaters kam es möglicherweise nur, weil er das inhaftierte Mädchen aus dem Gefängnis in Baku freigekauft hatte und sie zur Heirat mit dem „Klassenfeind“ bewog. 1911 beging die Mutter Suizid; ab da kümmerte sich eine deutsche Kinderfrau, Alice Schulte, um das Kind. Bis 1918 besuchte Lev Nussimbaum mit Unterbrechungen das Bakuer Gymnasium. Im Zuge der Unabhängigkeitsbestrebungen der kaukasischen Staaten und der daraus entstandenen ethnischen Konflikte kam es in Baku zu Aufständen und Revolten. Mit Ausbruch der Oktoberrevolution und dem Nahen der Bolschewiki entschied sich der Vater 1918 zur Flucht über das Kaspische Meer. Als sich die Lage vorübergehend beruhigte, kehrte die Familie ein letztes Mal zurück in die Heimat. Doch mit der bolschewikischen Eroberung Bakus im Jahre 1920 floh der fünfzehnjährige Lev ohne den Vater in die deutsche Kolonie Helenendorf. Von dort zog er weiter über Tiflis und Batumi nach Istanbul. Nach kurzen Zwischenstopps in Paris und Rom erreichte er noch im selben Jahr Berlin, wo er auch seinen Vater wiedertraf. Die Familie ließ sich in Berlin-Wilmersdorf nieder. Lev legte sein Abitur 1921 am Russischen Gymnasium Berlin ab.

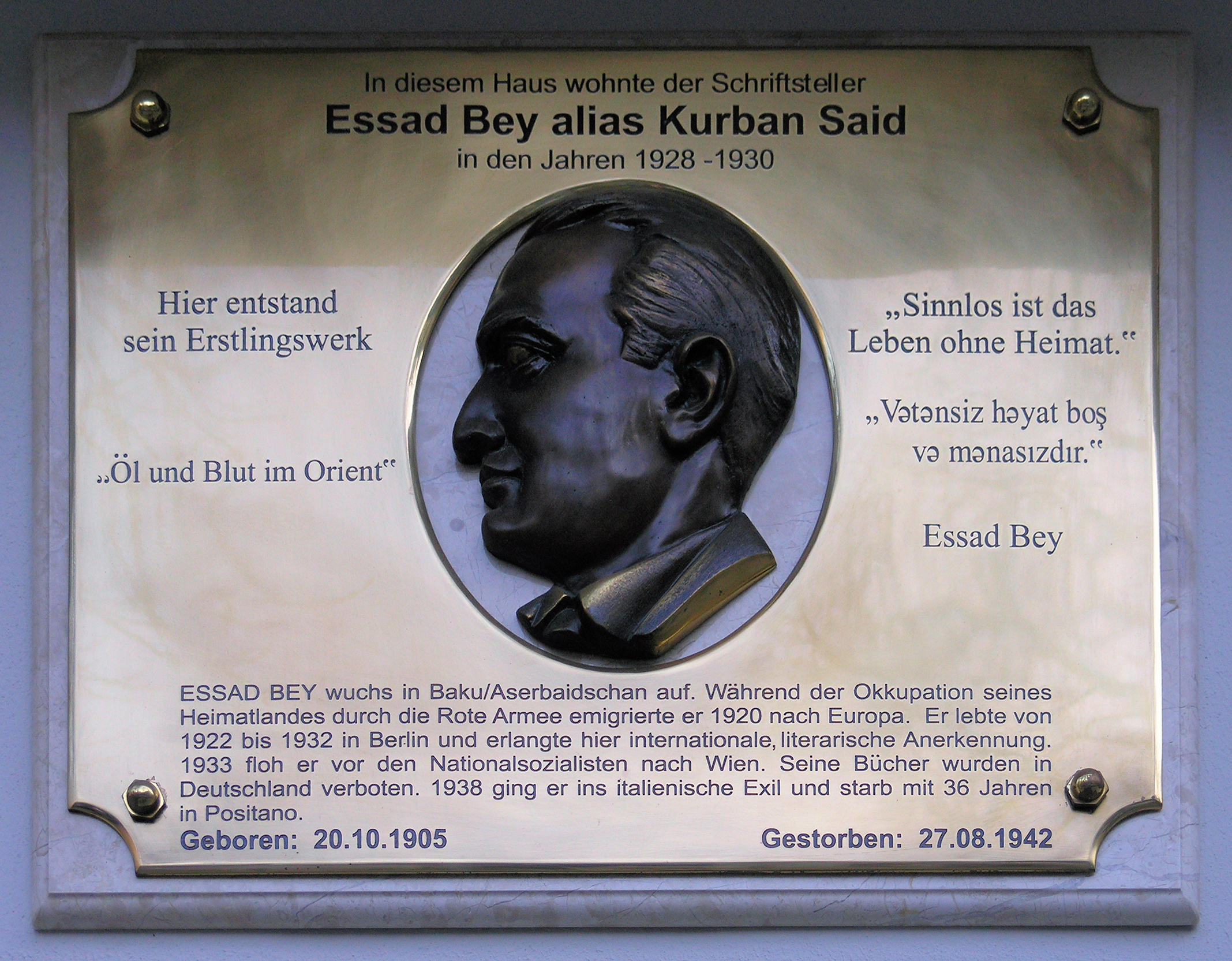
Gedenktafel am Haus Fasanenstraße 72 in Berlin

Im August 1922 trat Lev Nussimbaum zum Islam über, nannte sich fortan Essad Bey und begann, sich verstärkt in der Berliner islamischen Gemeinde zu engagieren. Mit dem Wintersemester 1922 immatrikulierte er sich an der Friedrich-Wilhelms-Universität in den Fächern Türkisch, Arabisch und Islamische Geschichte. Durch sein Interesse an Kunst und Literatur pflegte er fortan enge Kontakte zur Berliner Literaten- und Journalistenszene, in denen er Else Lasker-Schüler, Vladimir Nabokov und Boris Leonidowitsch Pasternak kennenlernte. Er war als Journalist mit den Themenschwerpunkten Orient und Islam für verschiedene deutsche Zeitungen tätig, so für die Deutsche Allgemeine Zeitung, vor allem aber Willy Haas’ Die literarische Welt. Der österreichische Politikwissenschafter Farid Hafez beschreibt in einem Artikel die panislamische Ausrichtung von Essad Beys Denken. 1929 erschien Essad Beys erstes Buch, der autobiografische Roman Öl und Blut im Orient (Neuausgabe 2008). Beys erfolgreicher Erstling wurde in sechs Sprachen übersetzt. Es folgten zwei weitere Bücher über den Kaukasus, deren Veröffentlichung den Autor definitiv zu einem der anerkanntesten Orient-Experten der Weimarer Republik machte.

„In gewisser Hinsicht kann der Faschismus als der Islam des 20. Jahrhunderts bezeichnet werden.“

Zeitgleich begann Essad Bey mit der Veröffentlichung einiger sowjetkritischer Werke, darunter eine Biographie Stalins (den er möglicherweise in seiner Jugend in Baku kennengelernt hatte) und ein Buch über den sowjetischen Geheimdienst GPU. In dieser Zeit hielt er auch einige antikommunistische Vorträge. 1932 heiratete er die Fabrikantentochter jüdischer Abkunft Erika Loewendahl und unternahm mit ihr eine ausgedehnte Amerikareise. Im selben Jahr veröffentlichte er bei Kiepenheuer in Berlin eine Biographie des Propheten Mohammed, die noch heute als Standardwerk gilt. Bei der Machtübernahme der Nationalsozialisten blieben Beys jüdische Wurzeln vorerst unerkannt, seine kommunismuskritische Haltung tat ein Weiteres, sodass Bey noch etwa 1934 der Reichsschrifttumskammer beitrat und weiterhin in Berlin veröffentlichen konnte, u. a. mit Hans Heinz Ewers und Wolfgang von Weisl. 1936 verließ Bey Deutschland endgültig und zog zu seiner Ehefrau nach Wien. Sie war indes schon 1935 ein Verhältnis mit einem der engsten Freunde Beys eingegangen, dem Schriftsteller René Fülöp Miller. Die Ehe wurde geschieden, die Trennung traf Bey sehr hart, er musste sich in ärztliche Behandlung begeben. Freunde bewogen ihn zu einer Flugreise über die Libysche Wüste.

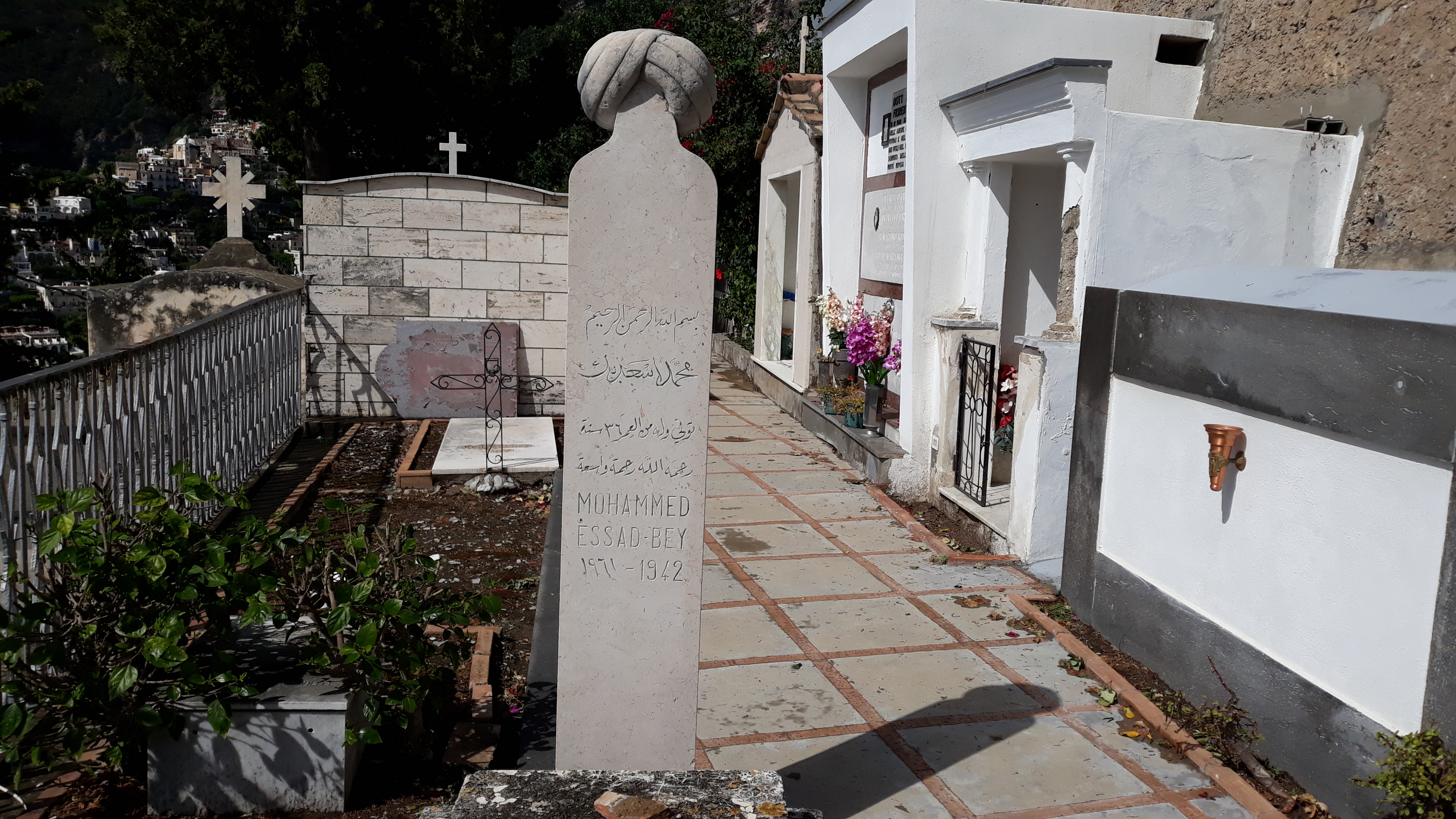
Grabstein am Friedhof in Positano (2020)

Essad Bey erhielt 1936 Publikationsverbot für Deutschland. Im selben Jahr erschien in dem Wiener Verlag E.P. Tal der Roman Ali und Nino. Der Autor dieser Liebesgeschichte zwischen einem muslimischen Azeri und einer georgischen Christin nannte sich Kurban Said. Dieses Pseudonym nutzte Bey mit Hilfe der österreichischen Baronin Elfriede Ehrenfels von Bodmersdorf, Ehefrau des ebenfalls zum Islam konvertierten Baron Omar Rolf von Ehrenfels, um seine Romane weiterhin in Deutschland veröffentlichen zu können. Ali und Nino wurde in Deutschland und Österreich zu einem großen Erfolg und es ist heute noch Beys bekanntestes und erfolgreichstes Buch (Neuauflage 2000 bei Ullstein, 2002 bei List). Auch der Folgeroman Das Mädchen vom Goldenen Horn konnte 1938 in Deutschland unter Pseudonym vertrieben werden. Wegen eines Arbeitsauftrags in Italien (möglicherweise, um eine Mussolini-Biographie zu verfassen) reiste Bey 1938 über die Schweiz nach Rom, Mailand, Venedig und Florenz. Heftige Fußschmerzen begleiteten die Reise. In Positano, Süditalien, diagnostizierte ein Arzt schließlich die Raynaud'sche Krankheit. Die starken Schmerzen zwangen ihn ins Bett, er brauchte viel Morphin. Das Schreiben fiel ihm unter diesen Umständen immer schwerer, einzig seine ehemalige Kinderfrau Alice Schulte war bei ihm und versorgte ihn. Essad Beys letztes Werk, der autobiographisch gefärbte Roman Der Mann, der nichts von der Liebe verstand, den er mit schwindender Kraft während der Zeit seiner Krankheit schrieb, ist bislang unveröffentlicht. Essad Bey wurde auf dem Friedhof von Positano beigesetzt.
Der amerikanische Journalist Tom Reiss hat das Leben Lev Nussimbaums / Essad Beys / Kurban Saids detailliert erforscht und 2005 in New York und London die Biographie The Orientalist publiziert. Sie wurde 2008 in der Übersetzung von Jutta Bretthauer unter dem Titel Der Orientalist in Deutschland veröffentlicht. 2016 veröffentlichte die Klezmer-Rock-Band „The Disorientalists“ mit Daniel Kahn, Marina Frenk und Yuriy Gurzhy ein Musikalbum, in dem sie in 18 Liedern das Leben von Essad Bey verarbeitet.

## Werke
als Essad Bey
- Sechs Städte unter der Erde: neue Ausgrabungen in Palästina. In: Deutsche Allgemeine Zeitung, 25. Juli 1928
- Öl und Blut im Orient. DVA, Stuttgart 1929.
- Zwölf Geheimnisse im Kaukasus. Deutsch-Schweizerische Verlagsanstalt, Berlin 1930.
- Der Kaukasus. Seine Berge, Völker und Geschichte. Deutsche Buchgemeinschaft, Berlin 1931.
- Stalin, eine Biographie. Kiepenheuer, Berlin 1931.
  - Stalin The Career Of A Fanatic. Viking Press, New York 1932. (englische Übersetzung von Huntley Paterson, online, abgerufen am 16. November 2024)
- Das weiße Rußland. Kiepenheuer, Berlin 1932.
- Mohammed. Eine Biographie. Kiepenheuer, Berlin 1932.
- G.P.U. Die Verschwörung gegen die Welt. Etthofen, Berlin 1932.
- Rußland am Scheidewege. Etthofen, Berlin 1933.
- Flüssiges Gold. Ein Kampf um die Macht. Etthofen, Berlin 1933.
- Lenin. Treves, Mailand 1935. (italienische Übersetzung von Emilio Castellani; eine deutsche Ausgabe gab es nicht)
- Nikolaus II. Glanz u. Untergang des letzten Zaren. Holle, Berlin 1935.
- Reza Schah. Feldherr, Kaiser, Reformator. Passer, Wien 1936.
- mit Wolfgang von Weisl: Allah ist groß. Niedergang und Aufstieg der islamischen Welt von Abdul Hamid bis Ibn Saud. Passer, Leipzig 1936.

als Kurban Said

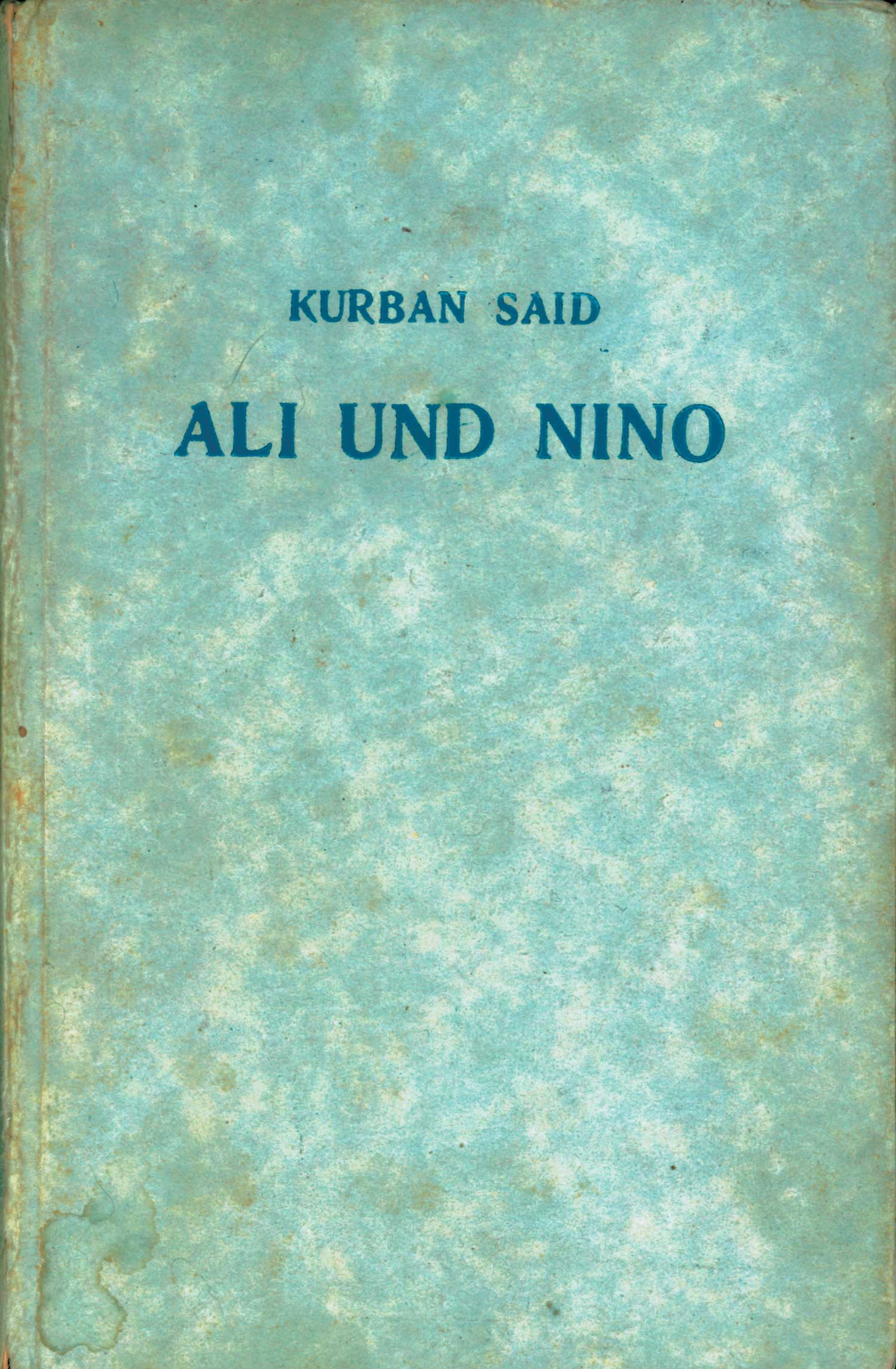
Umschlag von Ali und Nino

- Ali und Nino. E. P. Tal, Wien 1937[5]
- Das Mädchen vom Goldenen Horn. Zinnen, Wien 1938

Neuausgaben
- Essad Bey: Nikolaus II. Glanz und Untergang des letzten Zaren. Maurer, Frankfurt a. M. 2011, ISBN 978-3-929345-57-5.
- Essad Bey: Öl und Blut im Orient. Meine Kindheit in Baku und meine haarsträubende Flucht durch den Kaukasus. Maurer, Freiburg 2008, ISBN 978-3-929345-30-8, weitere Ausgabe: Berlin : AB - Die Andere Bibliothek 2018, ISBN 978-3-8477-0402-7[6]
- Essad Bey: 12 Geheimnisse im Kaukasus. Maurer, Freiburg 2008, ISBN 978-3-929345-33-9.
- Essad Bey: Liebe und Erdöl und Manuela. Maurer, Freiburg 2008, ISBN 978-3-929345-35-3.
- Essad Bey: Mohammed. Aufbau, Berlin 2002, ISBN 3-7466-1837-1.
- Essad Bey: Allah ist groß. Matthes & Seitz, Berlin 2002, ISBN 3-88221-831-2.
- Essad Bey: Georgien - ein Wunderland, ein Märchenland. Arco, Wuppertal 2019, ISBN 978-3-938375-94-5.
- Kurban Said: Ali und Nino. Taschenbuch. List, München 2002, ISBN 3-548-60131-6.[7]
- Kurban Said: Das Mädchen vom Goldenen Horn. Maurer, Freiburg 2009, ISBN 978-3-929345-43-8.